# 和泉かねよし
和泉 かねよし（いずみ かねよし、4月1日 - ）は、日本の漫画家。女性。

## 人物・来歴
静岡県伊豆地方在住。血液型は本人曰く「多分A型」。
1995年、「天使」で第36回小学館新人コミック大賞少女・女性部門に入選。同作品が『別冊少女コミック』（小学館）9月号に掲載されデビュー。
2005年、「そんなんじゃねえよ」で第51回小学館漫画賞少女向け部門を受賞。2006年、初めて挑んだ歴史を題材にした作品「二の姫の物語」を発表。主に『ベツコミ』（小学館）で、現代の男子・女子高校生を裏表のない率直なキャラクターとして描いたラブコメディーや、いにしえの中国を舞台としたラブロマンスなど、多彩な作品を執筆。
2015年、「女王の花」が、第60回小学館漫画賞少女向け部門を受賞。

## 主な作品
- ワイルドで行こう!! (1997/5/1)
- 2/2 (1997/12/1)
- 秘密の花園 （1998年、『別冊少女コミック』、小学館） - 読切作品。同名短編集に収録。(1998/9/1)
- バクレツ!大和撫子 (1999/1/1)
- シンデレラの鉄ゲタ(1999/5/1)
- 手のひらを太陽に （1999年、『別冊少女コミック』） - 単行本全2巻(1999/10/1-2000/2/1)。新装版も出版されている。
- ダウト!! （2000年 - 2002年、『別冊少女コミック』・『Betsucomi』） - 単行本全6巻(2000/8/1-2002/8/23)。
- そんなんじゃねえよ (2002年 - 2006年、『Betsucomi』）- 単行本全9巻(2003/3/26-2006/7/26)。
- 二の姫の物語 （2006年、『Betsucomi』） - 読切作品。同名短編集に収録(2006/4/26)。
- メンズ校 （2006年 - 2010年、『ベツコミ』） - 単行本全8巻(2007/1/26-2010/5/26)。新装版も出版されている。
- 女王の花 （2008年 - 2016年、『ベツコミ』） - 単行本全15巻(2008/8/26-2017/3/24)。
- 女王の花 青徹外伝 (2014/2/26)
- 逆転ギルティ （2008年、『ベツコミ』）
- 水槽夜曲 （2017年、『月刊フラワーズ』） - 読切作品。(2019/5/10)
- コールドゲーム （2017年 - 連載中、『ベツコミ』） - 単行本既刊9巻。(2018/2/9-)